# Chevron (Aerodynamik)

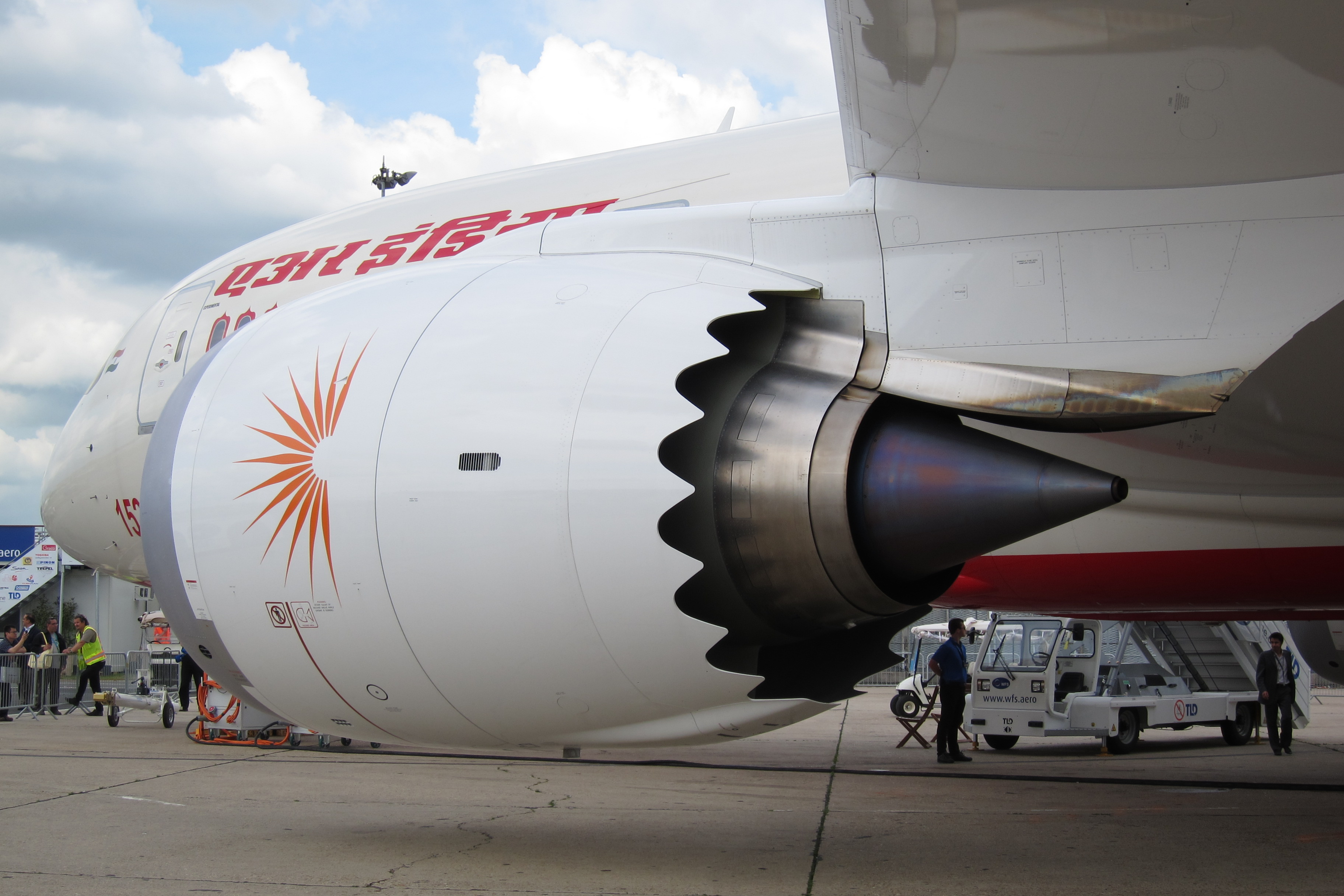
Chevrons an einem GE-GEnx-Strahltriebwerk einer Boeing 787 von Air India

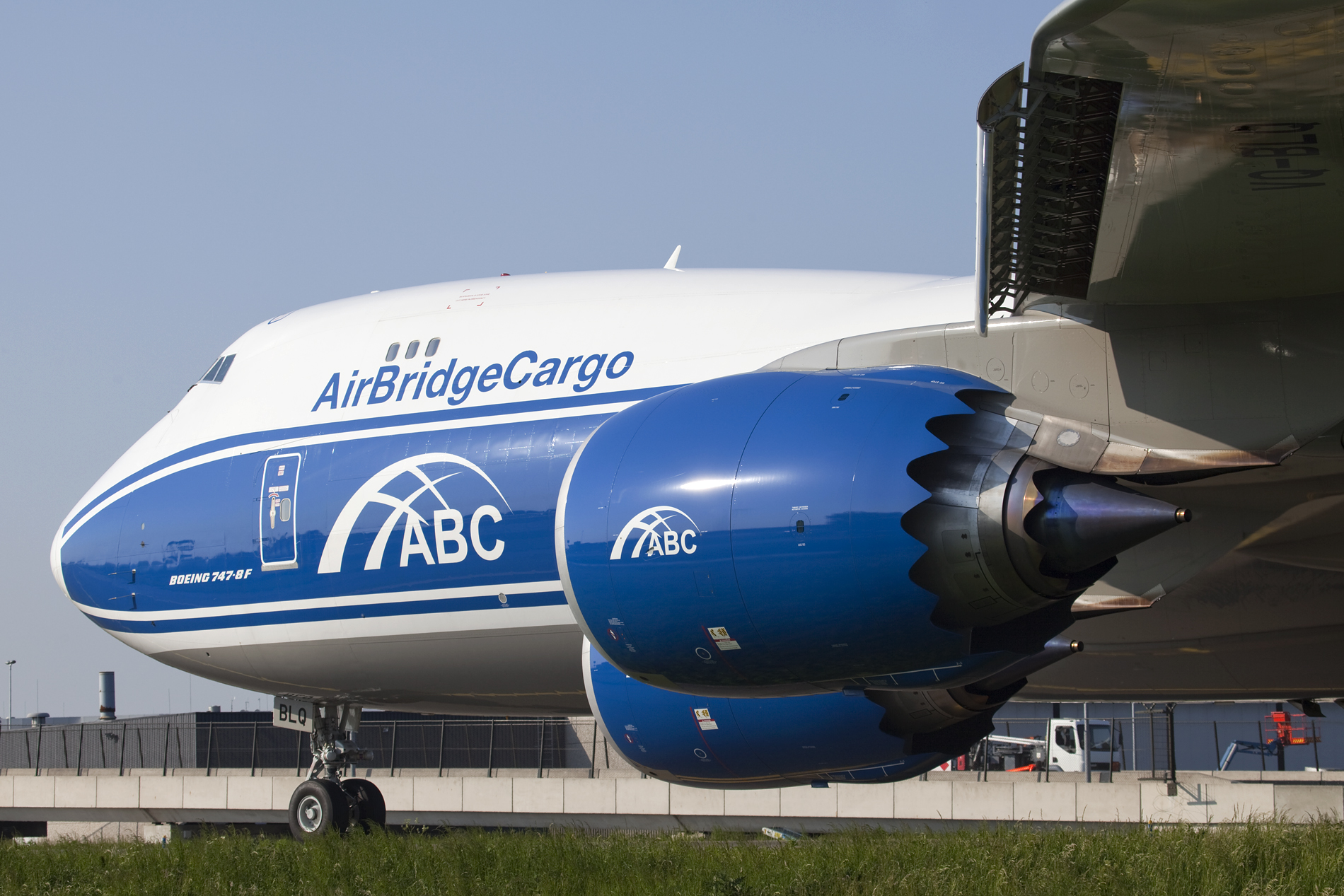
Chevrons sowohl am Strahlrohr als auch an der Gondel

Chevrons sind die sägezahnförmigen Muster an der Austrittskante der Schubdüse oder der Austrittskante der Gondel eines Strahltriebwerks; an der Hinterkante von Rotorblättern wird dieses Muster Hinterkantenkamm genannt. Das sägezahnförmige Muster führt zu einer besseren Vermischung von verschieden schnellen Luftströmungen.

## Luftfahrt
Bei der Schubdüse führt das Muster zu einer besseren Vermischung der Luftschichten zwischen den heißen und schnellen Verbrennungsgasen und dem kalten und langsameren Mantelstrom bzw. zwischen diesem und der außen am Triebwerk vorbeiströmenden Luft, was eine Reduktion der Lärmemission bewirkt.
Anfangs wurde vermutet, dass Chevrons die Schubkraft verringern. 1998 ergaben Untersuchungen der NASA aber, dass der Schubkraftverlust weniger als 0,25 % beträgt. Messungen des DLR zeigten 2001 außerdem, dass ein Chevron an der Hauptstromdüse eines Airbus A319-Triebwerks dessen Schallemissionen um etwa 1 dB(A) reduzierte.
DLR schrieb, die Reduktion betrage geschätzt 3 dB, wenn man auch an der Nebenstromdüse ein Chevron installiere.

## Windenergieanlage

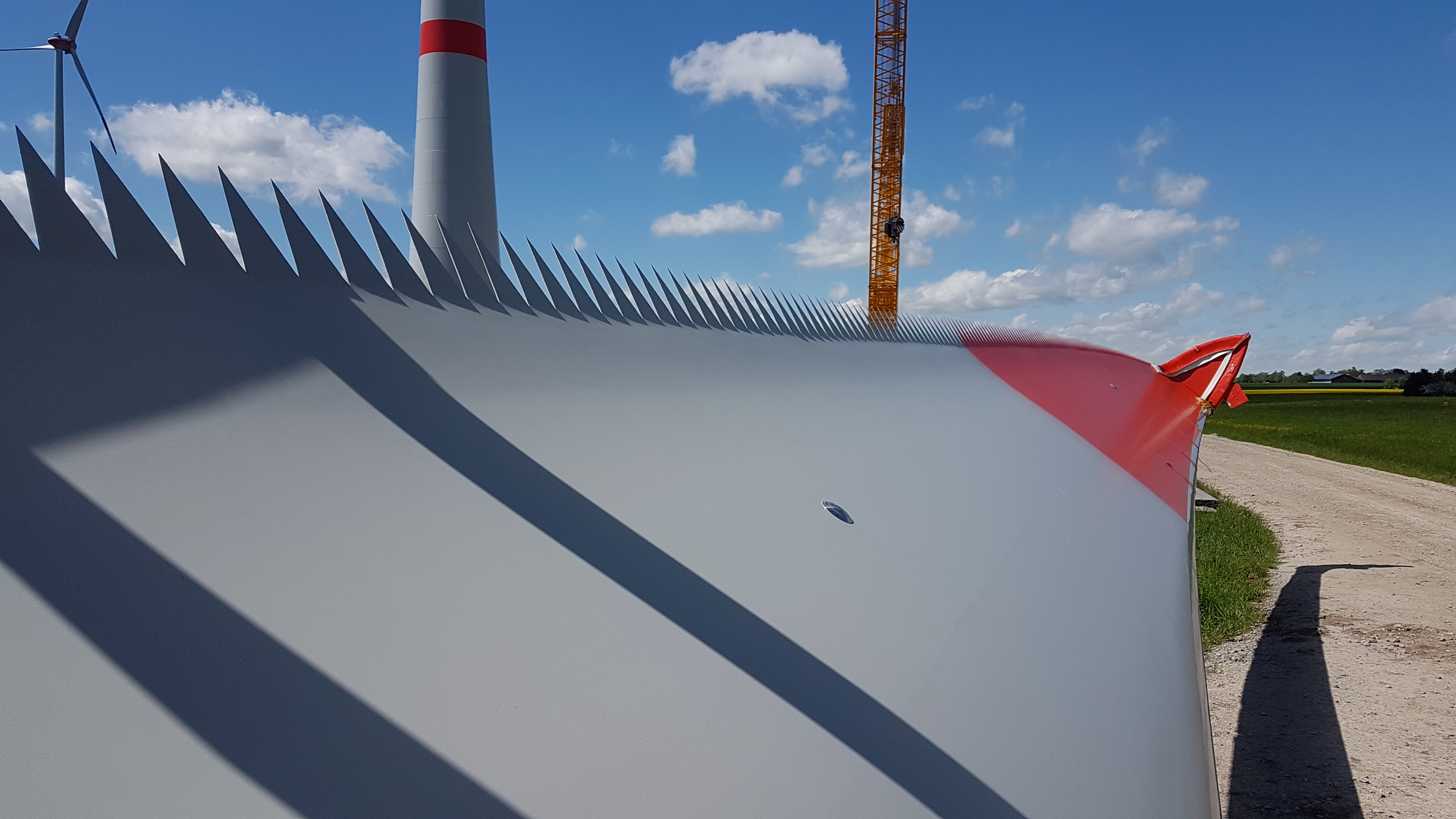
Rotorblatt mit Hinterkantenkamm zur Geräuschreduktion

An Rotorblättern von Windenergieanlagen herrschen auf der Saug- und Druckseite unterschiedliche Strömungsgeschwindigkeiten, die an der Hinterkante zu Turbulenzen und einem Geräuschpegel führen. Mit dem Hinterkantenkamm werden die Turbulenzen und die Geräuschemission verringert.